# Comté de Woodford (Illinois)
Pour les articles homonymes, voir Comté de Woodford.
Le comté de Woodford est un comté situé dans l'État de l'Illinois, aux États-Unis. En 2000, sa population est de 35 469 habitants. Son siège est Eureka.